# Kongemosekulturen
Kongemosekulturen dateras till ca 6000 f.Kr. och uppträder under mellersta mesolitikum i södra Skandinavien under tiden ca 6800-5500 f.Kr. Den har fått sitt namn efter en boplats på Västsjälland och är huvudsakligen känd från kustbundna boplatser i östra Danmark och Skåne, bland annat boplatsen Ageröd V i Ageröds mosse, Rönneholms mosse och den yngre boplatsen vid Segebro. Utgrävningen i Tågerup i närheten har gett mycket information om kulturens utveckling.

## Flintteknik
Karaktäristiskt för flintbearbetningen  är att de smala mikroliterna inom flinthantverket försvinner alltmer och ersätts av bredare mikroliter i form av trapetser och snedpilar, och andra grövre flintredskap i s. k. makroteknik. Kongemosekulturen kallades tidigare vanligen tidig kustkultur. Ursprunget är osäkert, men liknande teknik gör sig gällande redan i den senpaleolitiska Ahrensburgkulturen.

## Tågerup
Västkustbanans utbyggnad var anledningen till att en viktig stenåldersboplats i Tågerup strax öster om Landskrona upptäcktes. Utgrävningarna kom att bli en av de största i Nordeuropa. På ett näs mellan två åar hade en stenåldersbosättning skyddats av tjocka avlagringar som avsattes i havet under en transgression cirka 4500 år f.Kr. Åtta meter gyttja överlagrade stenålderns gamla stränder. Miljön var syrefri och kalkrik med bevarade föremål av trä, ben och horn.
Platsen var bebodd i två perioder. Utvecklingen under 1500 år under perioden 6500–5000 f.Kr. kunde studeras, vilket är före övergången från jakt och insamling till åkerbruk och boskapsskötsel.
Jägarstenåldern förändrades i slutet drastiskt. Befolkningen hade ökat och rika naturmiljöer bosatte sig mera vid kusterna. Synen på jägarstenåldern som händelselös med människor anpassade efter naturen. Tågerups fynd talar för dramatiska förändringar redan hundratals år före jordbruket. Dessa förändringar bidrog till att kulturen förändrades.
Äldsta bosättningen i Tågerup var en Kongemoseboplats. Långa smäckra flintspån dominerar fynden, och visade på hög kvalitet på råvaror och hög skicklighet hos flintsmederna. Spånen användes för tillverkning av pilspetsar och harpuner samt skär- och skrapverktyg. Hög estetisk utformning utmärkte trä-, ben- och hornhantverket. Föremålen är ornerade. Fynden från Kongemosekulturen kan beskrivas med orden skönhet, symmetri och teknisk briljans. Jakten var en av baserna för försörjningen och kronhjort, älg, vildsvin och rådjur var huvudbyten men även björn, varg och mindre pälsdjur jagades. Den marina jakten bedrevs på säl, små valar och tonfiskar. Jakten var selektiv och djur i sina bästa år med fortplantningsförmåga sparades. Huskonstruktioner från denna tid saknas på boplatsen. Men några skelettgravar fanns 100 meter bort. Gravarna var olika orienterade och de begravda var cirka 40 år gamla. De begravdes utsträckta på rygg med huvudet åt ena sidan. En dubbelgrav bevarade skeletten av en man och en kvinna.  Denna grav var rik på gravgåvor av genomborrade tänder av vildsvin, älg och säl. Där fanns ett flintspån och ett praktfullt vapen av ben och flinta.
Under nästa fas på platsen, som är en Ertebölleboplats, förändrades kulturen med större inriktning på fiske och boplatsen växte. Hus av olika utseende hittades. Flintarbetena blev sämre i kvalitet. Bosättningen från Erteböllekultur är mycket större än den äldre boplatsen på näset, vilket avspeglar befolkningstillväxten. Samhället och kulturen ändrades.